# Чешљугар (књига)
Чешљугар је роман америчке ауторке Доне Тарт. Добитник је Пулицерове награде за књижевност 2014. године, између осталих признања.  Објављен 2013. године, то је био њен први роман након Малог пријатеља 2002. године. 
Роман је прича о одрастању испричана кроз прво лице. Главни јунак, 13-годишњи Теодор Декер, преживио је терористички бомбашки напад у уметничком музеју где му умире мајка. Док лута кроз рушевине, са собом узима малу слику холандског златног доба названу Чешљугар. Она постаје његов јединствени извор наде док се упушта у свет криминала.
Слика је једно од ретких преживелих дела Рембрандтовог најперспективнијег ученика Карела Фабрициуса(Скоро сва његова дела уништена су у експлозији Делфт 1654. године у којој је сам уметник убијен).

## Радња
Роман је испричан помоћу ретроспективног приповедања у првом лицу кроз лик Теодора Декер-а. Живот тринаесто-годишњег дечака се окренуо наглавачке када су он и његова мајка посетили Метрополитенски музеј уметности да виде изложбу холандских ремек дела, укључујући њено омиљено, Чешљугар, Карела Фабрициуса. Тамо га је заинтригирала црвенокоса девојка у пратњи старијег мушкарца. Бомба је експлодирала у музеју, убивши његову мајку и неколико других посетилаца.
У рушевинама, Тео наилази на старца који му даје прстен и испоручује енигматичну поруку пре него што умре. Верујући да мушкарац указује на слику, Тео је узима током свог паничног бекства. Он се усељава са школским пријатељем, Ендијем Барбором и његовом богатом породицом у њиховом апартману у Парк Авењу. Испуњава старчеву последњу жељу и враћа прстен његовом пословном партнеру, Џејмсу Хобарту. Тео сазнаје да се старац звао Велтон Блаквел и да су он и Хоби заједно водили продавницу антиквитета. Он се спријатељио са Хобијем и сусреће црвенокосу девојку из музеја, Пипу, која је живела са Велтијем и Хобијем након што јој је мајка (Велтијева полусестра) умрла од рака.
Теов живот је поремећен када његов неодговорни отац долази са новом девојком и одвлачи га у Лас Вегас . Он узима слику са собом, а у Лас Вегасу стиче новог пријатеља, Бориса, сина украјинског имигранта . Два дечака, обојица са одсутним родитељима, већину времена проводе пијући, пушећи марихуану и користећи друге илегалне дроге. Теов отац се напија и умире у саобраћајној несрећи. Тео одлучује да се врати у Њујорк. Будући да нема где да иде, враћа се Хобију који га дочекује. Пипа, која је сада уписана у школи за проблематичне тинејџере у Швајцарској, посећује их на распусту.
Радња прескаче за осам година касније. Тео је постао пуноправан партнер у Хобартовом послу. Он је сакрио Чешљугар јер се боји да ће бити оптужен за крађу. Заручен је за пријатељицу из детињства, али је и даље збуњен и опседнут својом „љубављу“ за Пипу, која у Лондону живи са својим дечком. Током година постаје зависан о лековима на рецепт и спашава Хобија од банкрота продајом лажних антиквитета.
Тео је мучен кривицом и страхом због фалсификата и Чешљугара . Борис се поново појављује, сада богат човек захваљујући сумњивим неодређеним активностима. На Теово запрепашћење, Борис му открива да је украо слику још док су били у средњој школи; слика се од тада користи као залог од стране криминалаца и дилера дроге. Борис се осећа кривим и посвећује се повраћају слике. На Теовој забави поводом веридбе, Борис се појављује са планом да врати слику. Они лете у Амстердам да се састану са трговцима који је поседују. Борис и његови сарадници је добијају назад, али план оде наопако када им се супротставе наоружани помоћници. У насталом сукобу, Борис је упуцан у руку, а Тео убија нападача, док један од дилера бежи са сликом.
Борис нестаје, остављајући Теа у својој хотелској соби, где пије и узима дрогу, плашећи се да ће га полиција открити. Не може се вратити у Њујорк, осећа се заробљено и размишља о самоубиству. Након неколико дана, Борис се враћа и открива да је ситуацију решио телефонирајући полицији за опоравак уметности ради обавештавања дилера. Не само да је слика сачувана за музеј, већ је Борис добио огромну награду коју дели са Теом.
Након доласка у Сједињене Државе, Тео путује земљом, користећи новац од награде како би бившим муштеријама купио назад лажне антиквитете. У дужем размишљању он се пита колико су његова искуства била неизбежна због судбине и његовог карактера, размишља о Чешљугару и „историји људи који су волели лепе ствари, пазили на њих и извукли их из ватре“.

## Признања
Критичко признање романа било је половично.  У почетку су публикације Рецензије Киркус и Буклист роману дали позитивне критике.  Буклист је написао: "Отопљен осетним детаљима, препун вртлогних мисли и осећања, изазван брзим дијалогом, Тартов тренутачни, пркосни, заносни роман спроводи велику истрагу мистерије и туге опстанка, лепоте и уметности. " 
Стивен Кинг похвалио је роман и назвао Тарт "невероватно добрим писцем."  У Њујорк Тајмсу, Мићико Какутани истакла је стил романа, "Госпођа Тарт је ставила птицу у центру њеног славног романа који спаја изванредан таленат приповедања симфоничну целину и подсећа читаоца на потопна задовољства читања. " 
Средином 2014. Венити Фер је известио да књига има "неке од најоштријих тачака у сећању најважнијих критичара у земљи и покренуо је свеобухватну расправу у којој циничари верују да није ништа мање у питању него будућност самог читања . " Џејмс Вуд тврди да је књига дечије природе, називајући је "дечијом књигом " за одрасле.

## Филмска адаптација
Џон Краули је режирао филмску адаптацију за Варнер Брос. и Студио Амазон.  Ансел Елгорт игра главну улогу Теа,  а Анеурин Барнард игра Бориса.  